# Турнир святого Георгия
«Турнир святого Георгия» — серия фестивалей, посвящённых реконструкции рыцарских турниров Позднего Средневековья. Главным организатором является агентство исторических проектов «Ратоборцы».

## Концепция турнира
Турнир Святого Георгия — единственный в России ежегодный международный рыцарский турнир. Название турнира выдержано в средневековой традиции. Святой Георгий Победоносец не только  покровитель Москвы, но и покровитель рыцарства.
Рыцарские состязания и церемонии на Турнире св. Георгия проводятся по канонам турнирных кодексов XV века. Особое внимание уделяется исторической достоверности костюмов, доспехов, оружия и реквизита, которые используются на турнире. Рыцари соревнуются в поединке на копьях (джостинге англ. Jousting), конном меле́, пеших боях на двуручных мечах или топорах и упражнениях с оружием.
Главная дисциплина турнира — сшибка на копьях, или джостинг. Два рыцаря скачут навстречу друг другу и стремятся преломить копье или даже выбить противника из седла. Реже участники демонстрируют своё мастерство, точным «куртуазным» ударом сбивая навершие шлема и подрывая авторитет соперника. Каждый поединок состоит из трёх заездов — «курсов». Бои проводятся на цельнодеревянных копьях из пихты нулевого сорта со стальным наконечником-коронелем, а не на бальсовых или подпиленных копьях, как на абсолютном большинстве современных турниров. Зона поражения полная, включая голову. Это гарантирует жёсткие, азартные, не постановочные поединки.
Помимо сражений рыцарей можно увидеть выступление шутов, послушать аутентичную музыку, посетить средневековую ярмарку, показательную кухню и конюшню, пострелять из луков, аркебуз и требушета.

## «Турнир святого Георгия» в 2017 году
Турнир проходил три дня, с 29 апреля по 1 мая. Легендой турнира стала Волшебная охота. Этой теме были посвящены зачин фестиваля, упражнения с оружием, театральные интермедии между боевыми блоками, церемония награждения. В рамках легенды на арене представили шоу с соколами.
Трехдневная программа кроме традиционных джостинга, меле и пеших боев на двуручном оружии включала новую дисциплину — упражнения с оружием (SAA — skill at arms). В каждом раунде джостинга участвовали 6 рыцарей. В меле и пеших боях наряду с рыцарями участвовали оруженосцы.
В этом году за победу боролись 8 рыцарей из России, Норвегии и Франции. Результаты в общем зачёте:
- Андрей Камин (Санкт-Петербург) — 24 очка
- Виктор Ручкин (Москва) — 22 очка
- Дмитрий Савченко (Москва) — 21 очко
- Борис Маштаков (Санкт-Петербург) — 20 очков
- Юрий Богунов (Москва) — 19 очков
- Мишель Сад (Франция) — 12 очков
- Сергей Журавлёв (Москва) — 10 очков
- Ивар Мауриц-Хансен (Норвегия) — 9 очков

Как и в 2015 году, победил Андрей Камин, рыцарь из Санкт-Петербурга. Его наградой стала золоченая нагрудная цепь, сделанная по мотивам цепей Ордена Золотого Руна.

## «Турнир святого Георгия» в 2016 году
Проходил 2 и 3 мая.

### Итоги турнира 2016
- Вутер Николаи (Нидерланды) — 4 очка.
- Арне Коетс (г. Бюкебург, Германия) — 8 очков.
- Люк Бинкс (Австралия) — 12 очков.
- Виктор Ручкин (г. Москва, Россия) — 18 очков.
- Андрей Камин (г. Санкт-Петербург, Россия) — 19 очков.
- Дмитрий Савченко (г. Москва, Россия) — 20 очков.
- Юрий Богунов (г. Москва, Россия) — 20 очков.
- Сергей Журавлёв (г. Москва, Россия) — 32 очка.

Чемпион — Сергей Журавлёв — получил золочёный кубок-рог — точную копию турнирного приза XV века, оригинал которого хранится в Страсбурге.

## Фестиваль «Турнир святого Георгия» в 2015 году
Первый фестиваль серии проходил 2 и 3 мая 2015 года в музее-заповеднике «Коломенское» (г. Москва). В нём участвовали «рыцари»-реконструкторы из России, Германии и Норвегии. Всего на турнире присутствовало более сотни участников, включая рыцарей и их свиту, дам, судей, музыкантов, персонал ристалища и прочих. Как и турнир на фестивале «Времена и эпохи. Средневековье» в 2013 году, Турнир святого Георгия проходил по правилам XV века. Использовались цельнодеревянные копья со стальными наконечниками-коронелями, зона поражения рыцарей была полная, включая голову.
На Турнире в 2015 году состязания проводились в трех номинациях:
- Конные сшибки на копьях (рыцарский поединок, или джостинг);
- Групповые конные бои на деревянных булавах;
- Пешие поединки на двуручных топорах (полэксах).

В каждой номинации рыцарь получал очки. Также очки можно было заработать, демонстрируя перед Судом Дам галантность и другие рыцарские добродетели. Победитель Турнира определялся по сумме очков. В 2015 году им стал петербуржец Андрей Камин. Кроме поединков, на ристалище проходило шоу флагоносцев Compagnia dell’ Orso из г. Пистоя (Италия).
За пределами зрительских трибун находился аутентичный лагерь рыцарей, а вокруг ристалища разместились средневековая ярмарка и интерактивные точки активности: требушет, дыба, лучный тир, кузница, печатный станок.

### Итоги турнира 2015
Виктор Ручкин (г. Москва, Россия) — 13 баллов
Сергей Журавлев (г. Москва, Россия) — 14 баллов
Арне Коэтс (г. Бюкебург, Германия) — 14 баллов
Ивар Мауриц-Хансен (г. Скоттеруд, Норвегия) — 14 баллов
Алексей Малинин (г. Санкт-Петербург, Россия) — 15 баллов
Юрий Богунов (г. Москва, Россия) — 19 баллов
Андрей Камин (г. Санкт-Петербург, Россия) — 27 баллов
В качестве приза победитель — Андрей Камин — получил точную копию турнирного кубка XV века из города Базеля, Швейцария. Это позолоченный кубок, выполненный из серебра и латуни.